# ريتشارد سي. بريدن
ريتشارد سي. بريدن هو شخصية أعمال ودبلوماسي واقتصادي ومحامي وسياسي أمريكي، ولد في 6 ديسمبر 1949 في ليفيتاون في الولايات المتحدة. نشط حزبياً في الحزب الجمهوري. وقد انتخب مدير وانتخب عضو هيئة الأوراق المالية والبورصات الأمريكية ‏.